# Lou (película de 2017)
Lou es un cortometraje animado de 2017 producido por Pixar. Escrito y dirigido por Dave Mullins, fue estrenado teatralmente junto con el largometraje de Pixar Cars 3 el 9 de junio de 2017. El corto gira en torno a una caja de cosas perdidas en un jardín infantil y el invisible monstruo que habita dentro de esta. Fue nominado al Óscar al Mejor Cortometraje Animado para la 90.ª entrega de los Premios de la Academia.

## Argumento
La caja de objetos perdidos en un jardín de infantes es el hogar de Lou, una criatura hecha de una variedad de artículos no reclamados (cuyo nombre se compone de las tres letras que faltan en la caja). Todos los días después del recreo, Lou recoge los juguetes que los niños dejan atrás; Al día siguiente, los coloca en la caja de objetos perdidos para que sus dueños los encuentren.
Un bully  llamado J.J. comienza a robar juguetes de los otros niños y a ponerlos en su mochila. Lou se enoja, y toma la mochila de J.J., pero J.J. lo atrapa en el acto y se produce una persecución, pero Lou cambia constantemente su forma para evitar ser atrapado.
Durante la persecución, Lou nota que la etiqueta con el nombre en la ropa interior de J.J. coincide con un juguete que queda en la caja, un nuevo perro de peluche que se había perdido de J.J. Lou le ofrece el perro a J.J., pero solo a cambio de J.J. devolver todos los artículos de la caja de objetos perdidos a sus propietarios. J.J. inicialmente devuelve los juguetes a regañadientes, pero se sorprende cuando una niña lo abraza agradecida y comienza a disfrutar devolviendo los artículos restantes. Volviendo a la caja, J.J. encuentra que Lou ya no está presente, ya que todas sus partes han sido reclamadas. J.J. ve que su perro de peluche es el último juguete que queda y felizmente lo reclama, y luego la pelota se acerca a él y decide unirse a los otros dos niños para un juego de atrapar.